# 永井尚知
永井 尚知（1887年12月26日 - 1962年7月23日）は、日本の武術家である。

## 経歴

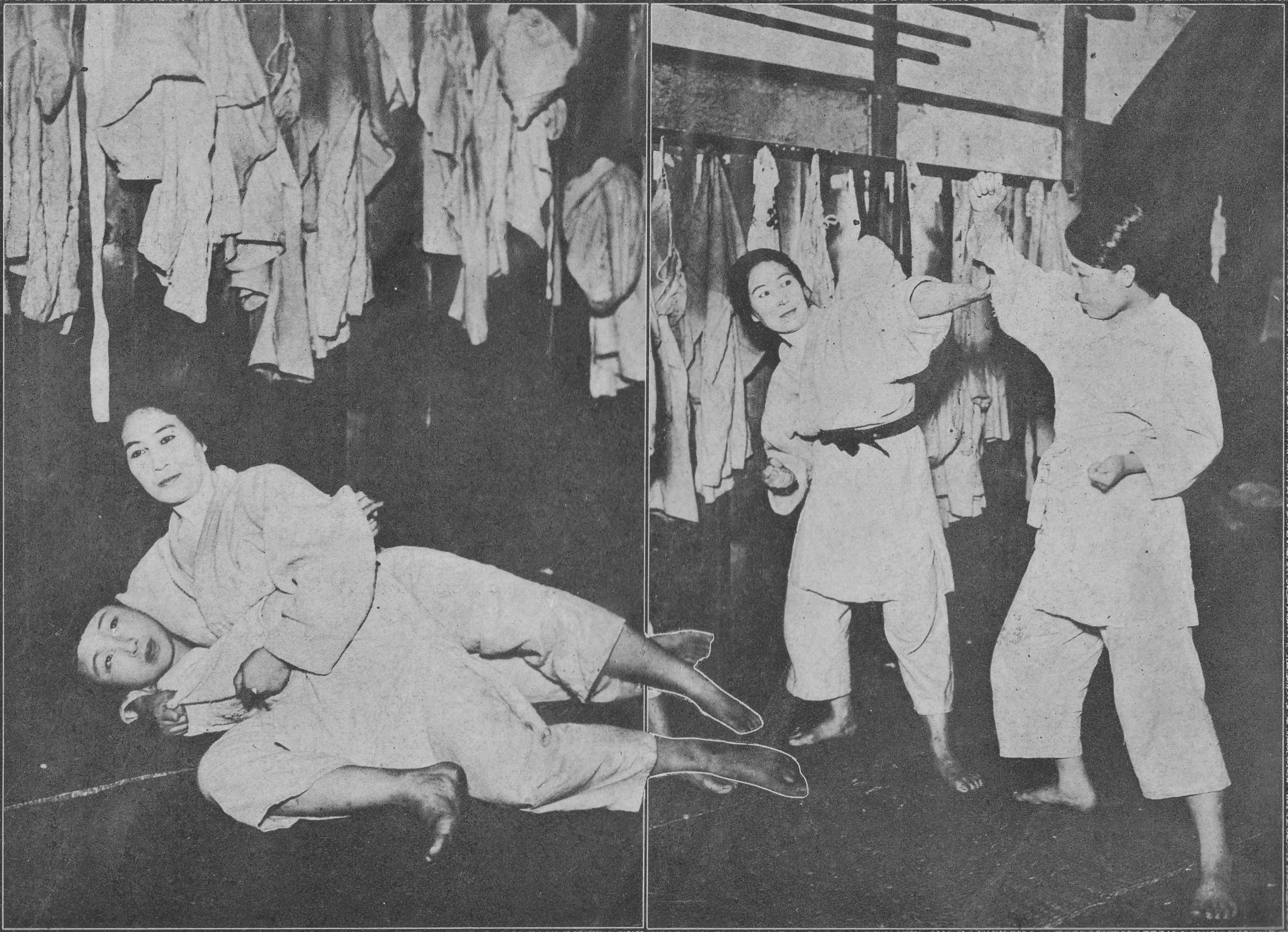
永武館の柔道指導風景
右写真の黒帯の女性、左写真の袈裟固をしている女性が妻の永井雪子である。
受は弟子の山脇高等女学校の菊田氏である。

1897年12月26日（明治20年）に旧金沢藩士永井喜之男の長男として石川県金沢市に生まれる。
柔術は始め父に就いて長尾流躰術を学んだ。15歳頃から柔剣道を学び、18歳で京都の大日本武徳会に入って柔道を修行した。
20歳で上京して麻布獣医学校柔道部の教官に任命された。当時、麻布にあった帝國尚武會の野口清が旅行中不在であったため、野口の代理として柔術師範を務めた。
1909年（明治42年）から帝国尚武会より神道六合流柔術の教授書を出版している。また憲兵司令部の柔道教授も務めていた。その後、独立して東京府の下渋谷に柔道場を設けて柔道教授を行っっていたが、二年後に郷里に帰り石川県小松県立中学校に招聘され柔道教官となった。また各中学校や警察署の師範も務めていた。
小松中学校を辞してから再び上京し柔道家の恒石の代理師範をし、後に独立して東京市芝区白金三光町に永武館道場及び永盛堂（整骨院）を開設した。子弟教育の傍ら高輪中学、高輪商業、高輪警察署柔道講師として指導していた。
永井尚知が学んだ武術は長尾流躰術、大日本武徳会柔道、神道六合流の他に天神真楊流と講道館柔道（最終段位は七段）、剣道は一刀流の免許を持っていた。
著名な弟子に空手家の小西康裕がいる。1920年（大正9年）小西は永武館柔道五段を永井尚知から允許された。小西は多くの師範から様々な武術を学んでいるが本当の師匠は永井尚知であった。
また武術以外にも狩猟や猟犬などにも通じておりジャパンケネルクラブのドイツシェパード犬協会日本地本部審査員を務めた。
妻の永井雪子は、秋田県阿仁鉱山の技師を務めた小幡群男の四女で県立第一高等女学校卒業後の1917年（大正6年）に永井尚知に嫁いだ。永武館の稽古を見たことがきっかけで柔道に興味を持ったという。永井雪子は初段を越える腕前を持っており、永武館で婦人の弟子に柔道を教えていた。ロンドンタイムズや欧米の大新聞に記事が載ったこともあり、日本在留の欧米婦人から弟子にしてくれという者もあって欧米人の間で有名であったという。